# Antonio Díaz-Miguel
Antonio Díaz-Miguel Sanz (Alcázar de San Juan, Ciudad Real, 2 de juliol de 1934 - Madrid, 21 de febrer de 2000) va ser un jugador i entrenador de bàsquet espanyol.
Va ser jugador del Club Bàsquet Estudiantes i del Reial Madrid, i va arribar a ser internacional amb la selecció de bàsquet d'Espanya en diverses ocasions. Però els èxits més destacats de la seva carrera els va aconseguir com a entrenador, concretament com a tècnic de la selecció de bàsquet d'Espanya, la qual va dirigir durant 27 anys entre 1965 i 1992. Va estudiar a Madrid i es va llicenciar en Enginyeria Industrial a l'Escola d'Enginyeria de Bilbao, a la Universitat del País Basc.

## Díaz-Miguel jugador
Estudiant de l'Institut Ramiro de Maeztu de Madrid, Díaz-Miguel es va inclinar tard pel bàsquet, ja que ell jugava al futbol i capitanejava l'equip de l'institut. Però el 1950, quan tenia 16 anys, l'institut va fundar el Club Bàsquet Estudiantes i va decidir canviar d'esport. Era molt alt per a l'època (feia 1,86 d'alçada) i apuntava qualitats també per a l'esport de la canastra. De seguida va destacar per la seva rauxa i habilitat en el joc interior, jugant com a pivot.
Va fitxar pel Reial Madrid i va arribar a ser 26 cops internacional amb la selecció de bàsquet d'Espanya entre els anys1952 i 1959, participant en dues edicions dels Jocs Mediterranis: els de 1955, on la selecció va guanyar la medalla d'or, i els de 1959.
Després de la seva retirada com a jugador de bàsquet va iniciar la seva carrera com a tècnic en el Club Águilas de Bilbao, ciutat on va estudiar la carrera d'enginyeria.

## Díaz-Miguel seleccionador

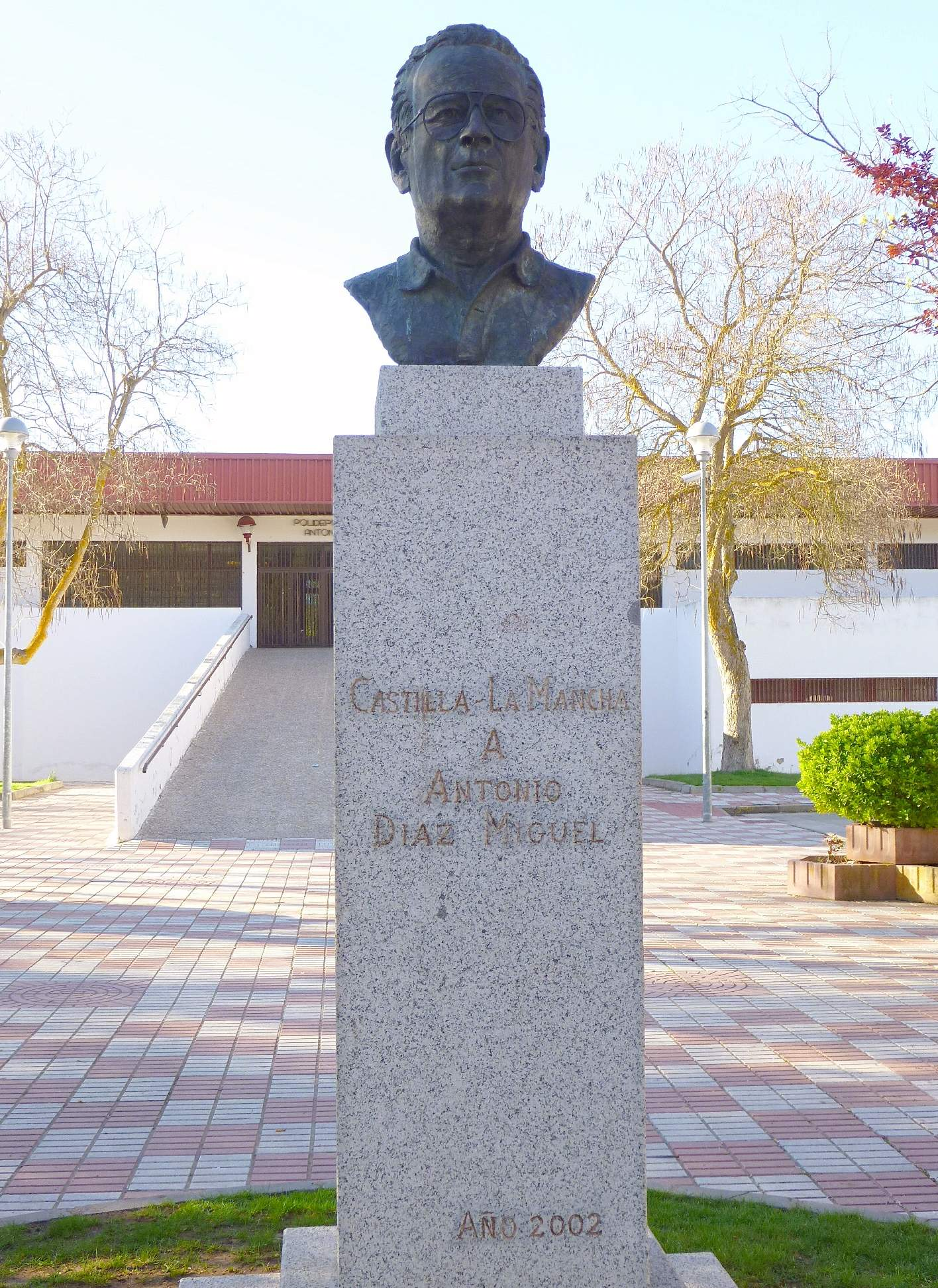
Monument a Antonio Díaz Miguel erigit enfront del pavelló poliesportiu que porta el seu nom al seu Alcázar de San Juan natal.

Va ser entrenador de la selecció espanyola durant 27 anys (des del 1965 fins a 1992) cosa constitueix un rècord mundial de permanència al capdavant d'una selecció en tots els esports. Va dirigir a la selecció espanyola en 431 partits.
Va portar la selecció espanyola a classificar-se per participar en sis Jocs Olímpics i a aconseguir la medalla d'argent als Jocs Olímpics de Los Angeles 1984, la tercera classificació més alta fins al moment de l'equip espanyol després d'aconseguir les victòries en les finals dels mundials del Japó 2006 i Xina 2019. Antonio Díaz Miguel va dirigir també la selecció espanyola en 13 Campionats d'Europa, en els quals va aconseguir dues medalles d'argent (1973 i 1983) i una de bronze (1991).
Díaz-Miguel va classificar la elecció espanyola per participar en quatre fases finals del Campionat del Món, i va arribar a aconseguir una meritòria quarta posició el Mundial de Cali de 1982.
També cal destacar la medalla de plata que va aconseguir la selecció espanyola als Jocs Mediterranis de 1987.
Va ser nomenat "Millor entrenador de l'any" a Espanya els anys 1981 i 1982. Va dirigir 6 vegades a seleccions europees (All-Star), equips creats a Europa rarament i en ocasions molt especials. Va ser també un pioner en la promoció mundial del bàsquet, rebent molts premis com a entrenador, i va ser conferenciant sobre bàsquet per tot el món. Va ser inclòs en el Saló de la Fama del Bàsquet com a entrenador el 29 de setembre de 1997, essent el primer espanyol (i l'únic fins a 2007) a tenir tal honor.
A part de la seva tasca com a entrenador de bàsquet, era dissenyador de moda.

## Clubs com a jugador
- Club Bàsquet Estudiantes: 1950-52, 1953-1958
- Reial Madrid: 1958-61
- Club Águilas Bilbao: 1961-63

## Palmarès com a jugador
- Medalla d'or en els Jocs Mediterranis de 1955.
- Campionat de Primera Divisió de 1960 i 1961.

## Trajectòria com a entrenador
- Club Águilas Bilbao: 1963-66
- Selecció de bàsquet d'Espanya: 1965-92
- Pallacanestro Cantú: 1993
- Pool Getafe: 1996-97

## Medalles com a seleccionador d'Espanya
- 1 medalla de plata en els Jocs Olímpics de Los Angeles 1984.
- 2 medalles de plata en els Eurobasket de 1973 i 1983.
- 1 medalla de bronze en l'Eurobasket de 1991.
- 1 medalla de plata en els Jocs Mediterranis de 1987.

## Premis, reconeixements i distincions
- Gran Creu de la Reial orde del Mèrit Esportiu, atorgada pel Consell Superior d'Esports (2000)
- Medalla d'Or de la Reial orde del Mèrit Esportiu, atorgada pel Consell Superior d'Esports (1994)[1]